# Wan Chai

Wan Chai nella mappa

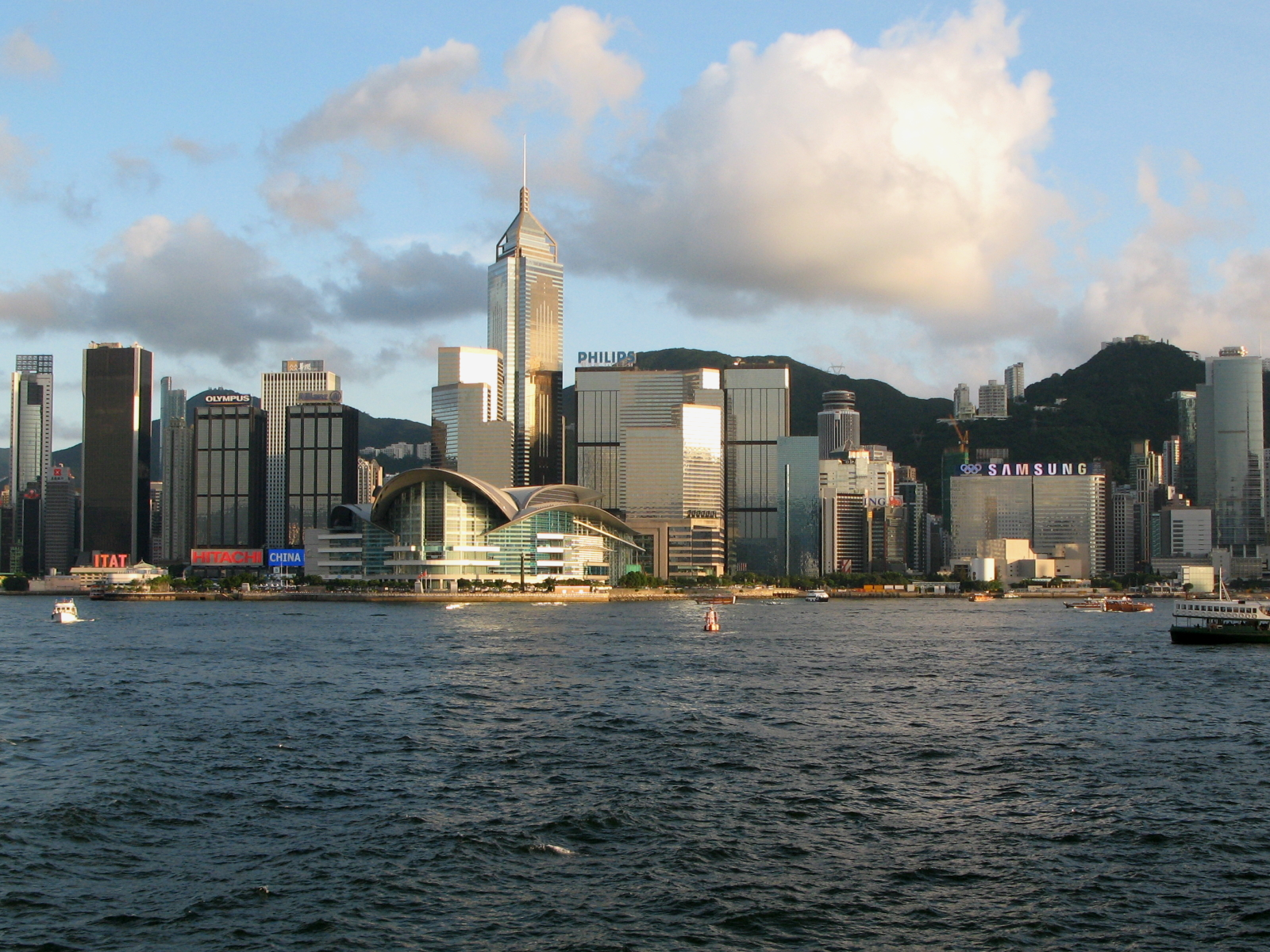
Wan Chai vista dal Victoria Harbour

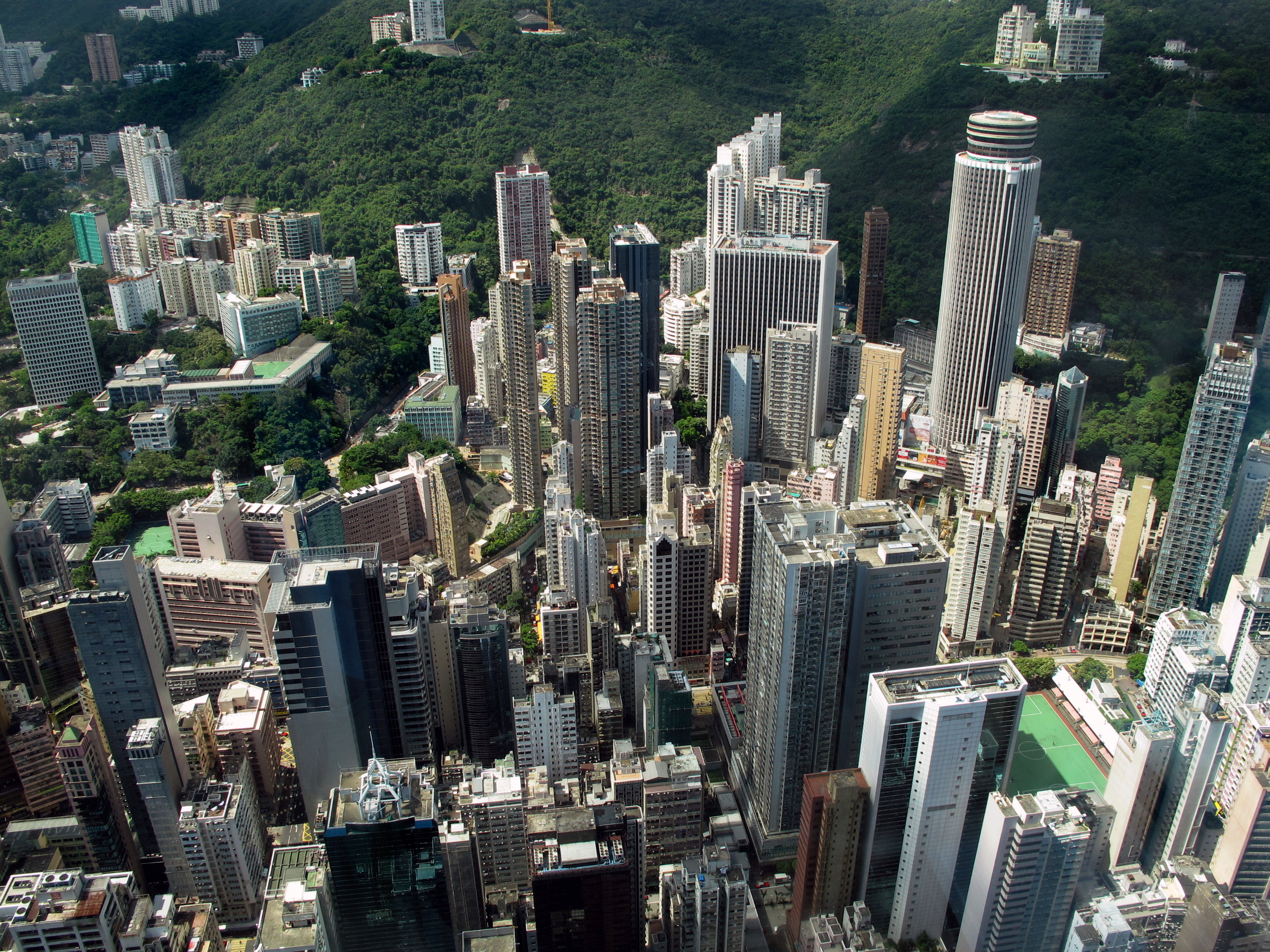
Wan Chai dall'alto

Wan Chai (灣仔) è un'area metropolitana situata nella parte occidentale del Distretto di Wan Chai sulla costa settentrionale dell'isola di Hong Kong.
Confina poi con Canal Road a est, con Arsenal Street a ovest e Bowen Road a sud.
Si fa spesso riferimento come Wan Chai North all'area a nord rispetto alla strada di Gloucester Road.
Wan Chai è una delle aree commerciali più frequentate di Hong Kong con uffici di piccole e medie imprese.
Wan Chai North è caratterizzata da palazzi del settore terziario, parchi, alberghi e centri congresso.
Come una delle prime aree sviluppatesi ad Hong Kong, l'area è densamente popolata e con ancora diverse zone residenziali da ristrutturare.
Nonostante la preoccupazione dei cittadini per il degrado incombente, il governo, negli ultimi anni, non ha mai considerato progetti di rinnovamento urbano.

## Etimologia
Wan Chai in origine si chiamava Ha Wan (下環), che tradotto letteralmente significa "anello inferiore" 
Essendo stata una delle prime aree sviluppatesi in città vicino al Victoria Harbour (Porto di Vittoria), l'area di Central e Sheung Wan ("anello superiore), Sai Wan (anello occidentale) e Wan Chai sono chiamati insieme i "4 anelli" (四環)
Wan Chai in Cantonese significa letteralmente "baia" a causa della forma della linea costiera in cui si trovava. 
A causa del rapido sviluppo e delle politiche di sottrazione della terra al mare non ha più quella forma.

## Edifici di rilievo
- Hong Kong Convention and Exhibition Centre Centro d'esibizioni e congressi di Hong Kong completato nel 1990
- Central Plaza - 3° grattacielo più alto di Hong Kong completato nel 1992
- Hopewell Center completato nel 1980

### Altri grattacieli
- Sun Hung Kai Centre, completato nel 1981
- May House, completato nel 2004. Sede della Polizia di Hong Kong
- China Online Centre, completato nel 2000
- Three Pacific Place, completato nel 2004
- Immigration Tower, completato nel 1990
- Revenue Tower, completato nel 1990
- Wanchai Tower, completato nel 1985
- MLC Tower, completato nel 1998
- Wu Chung House, completato nel 1992
- Great Eagle Centre, completato nel 1983
- Shui On Centre, completato nel 1987
- QRE Plaza, completato nel 2007
- China Resources Building, completato nel 1983
- Harbour Centre, completato nel 1983